# هانا کراوچنکو
هانا کراوچنکو (انگلیسی: Hanna Kravchenko؛ زادهٔ ۲۵ ژوئن ۱۹۸۶) ورزشکار روئینگ اهل اوکراین است.وی همچنین از قایقرانان روئینگ بازی‌های المپیک تابستانی ۲۰۱۲ بوده است.